# Bohaihavet
|  | Bohai var også navn på et kongedømme i Manchuriet og det nordlige Korea mellem år 698 og 926. Se Balhae. |
Bo Hai eller Bohai-havet (kinesisk:  渤海, pinyin: Bo Hai, direkte oversat "Bo-havet") er den inderste af bugterne i det Gule Hav og omkranses i nord, vest og syd af Kina. Den dækker et område på omkring 823.000 km². Bugtens officielle navn var til januar 1929 "Chih-li-bukten". Chih-li (moderne transskription Zhili) var et ældre navn for provinsen Hebei. 
Bugten afgrænses i nordøst af Liaodonghalvøen og i syd af Shandonghalvøen. Den består af tre mindre bugter: Laizhoubugten i syd, Liaodongbugten i nord og Bohaibugten i vest. Floderne Huang He, Liao He og Hai He løber ud i Bo Hai. Der er fundet olie og naturgas i bugten.
Bohai grænser til provinserne Shandong, Liaoning og Hebei, og til byen Tianjin som er en selvstændig administrativ enhed på provinsniveau. Blandt havnebyer ved Bohai er
- Hebei: Qinhuangdao
- Liaoning: Dalian, Jinzhou, Yingkou
- Shandong: Longkou, Weihai, Yantai
- Tianjin: Tanggu

Der er nogle få øer i bugten. Den vigtigste er
- Zhifu, som er del af bypræfekturet og byen Yantai i Shandong

38°42′N 119°54′Ø / 38.7°N 119.9°Ø